# Риксайм
Рикса́йм (фр. Rixheim) — коммуна на северо-востоке Франции в регионе Гранд-Эст (бывший Эльзас — Шампань — Арденны — Лотарингия), департамент Верхний Рейн, округ Мюлуз, кантон Риксайм. До марта 2015 года коммуна административно входила в состав упразднённого кантона Абсайм (округ Мюлуз).
Площадь коммуны — 19,53 км², население — 13 061 человек (2006) с выраженной тенденцией к росту: 13 632 человека (2012), плотность населения — 698,0 чел/км².

## Население
Численность населения коммуны в 2011 году составляла 13 145 человек, а в 2012 году — 13 632 человека.
| 1962 | 1968 | 1975 | 1982  | 1990  | 1999  | 2006  | 2008  | 2011  | 2012  |
| ---- | ---- | ---- | ----- | ----- | ----- | ----- | ----- | ----- | ----- |
| 4869 | 5723 | 8419 | 10718 | 11669 | 12608 | 13061 | 13068 | 13145 | 13632 |

Динамика населения:

## Экономика
В 2010 году из 8736 человек трудоспособного возраста (от 15 до 64 лет) 6643 были экономически активными, 2093 — неактивными (показатель активности 76,0 %, в 1999 году — 73,9 %). Из 6643 активных трудоспособных жителей работали 5882 человека (3117 мужчин и 2765 женщин), 761 числились безработными (374 мужчины и 387 женщин). Среди 2093 трудоспособных неактивных граждан 630 были учениками либо студентами, 835 — пенсионерами, а ещё 628 — были неактивны в силу других причин.
На протяжении 2011 года в коммуне числилось 5750 облагаемых налогом домохозяйств, в которых проживало 13 079,5 человек. При этом медиана доходов составила 23164 евро на одного налогоплательщика.

## Достопримечательности (фотогалерея)

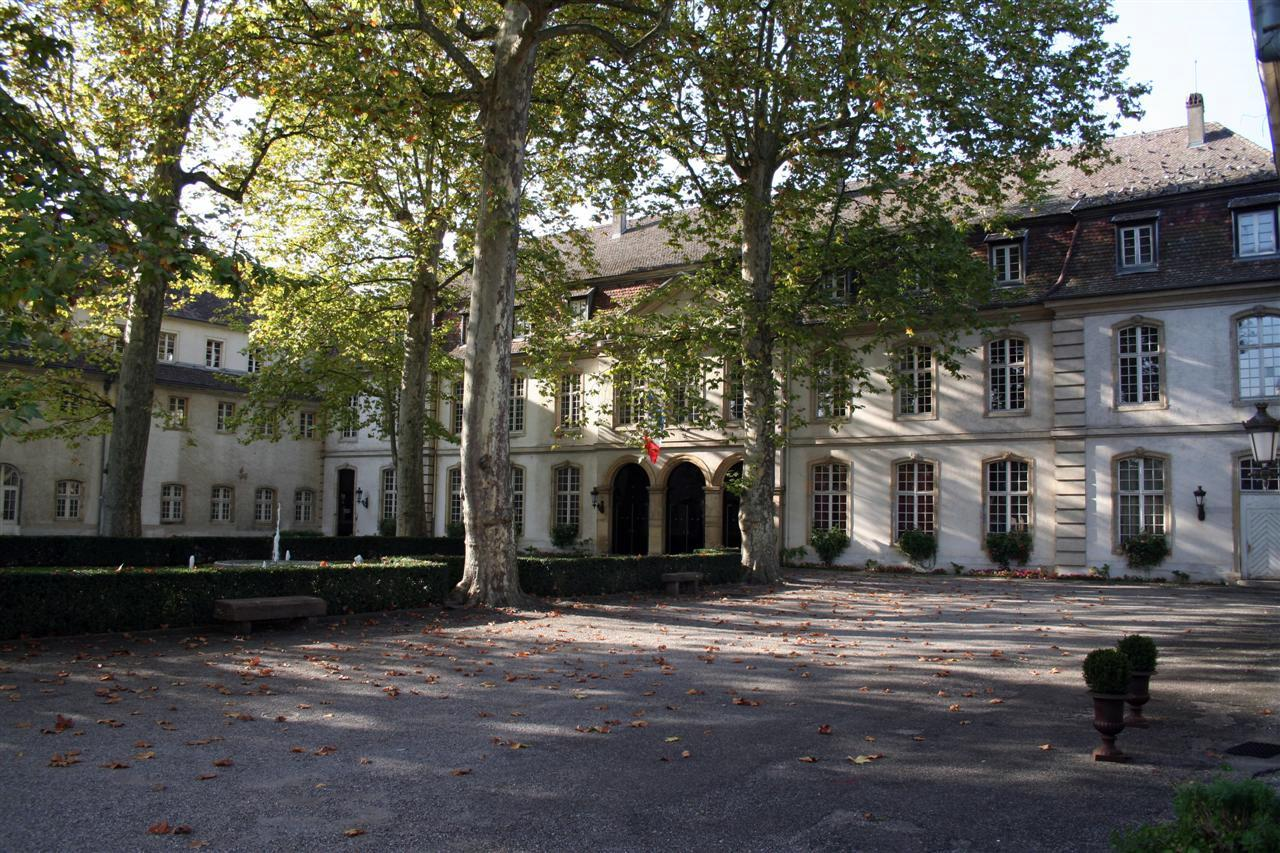
В бывшей крепости крестоносцев
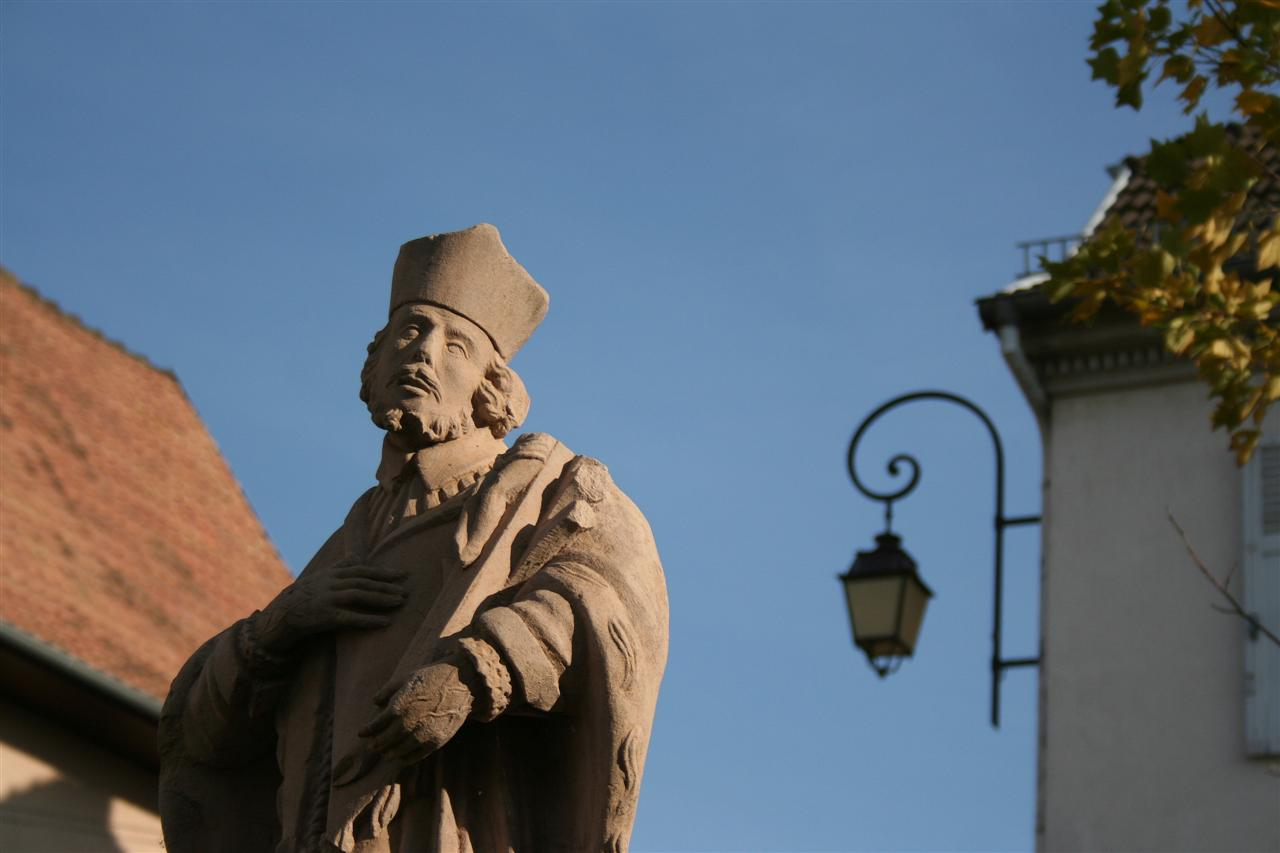
Фонтан
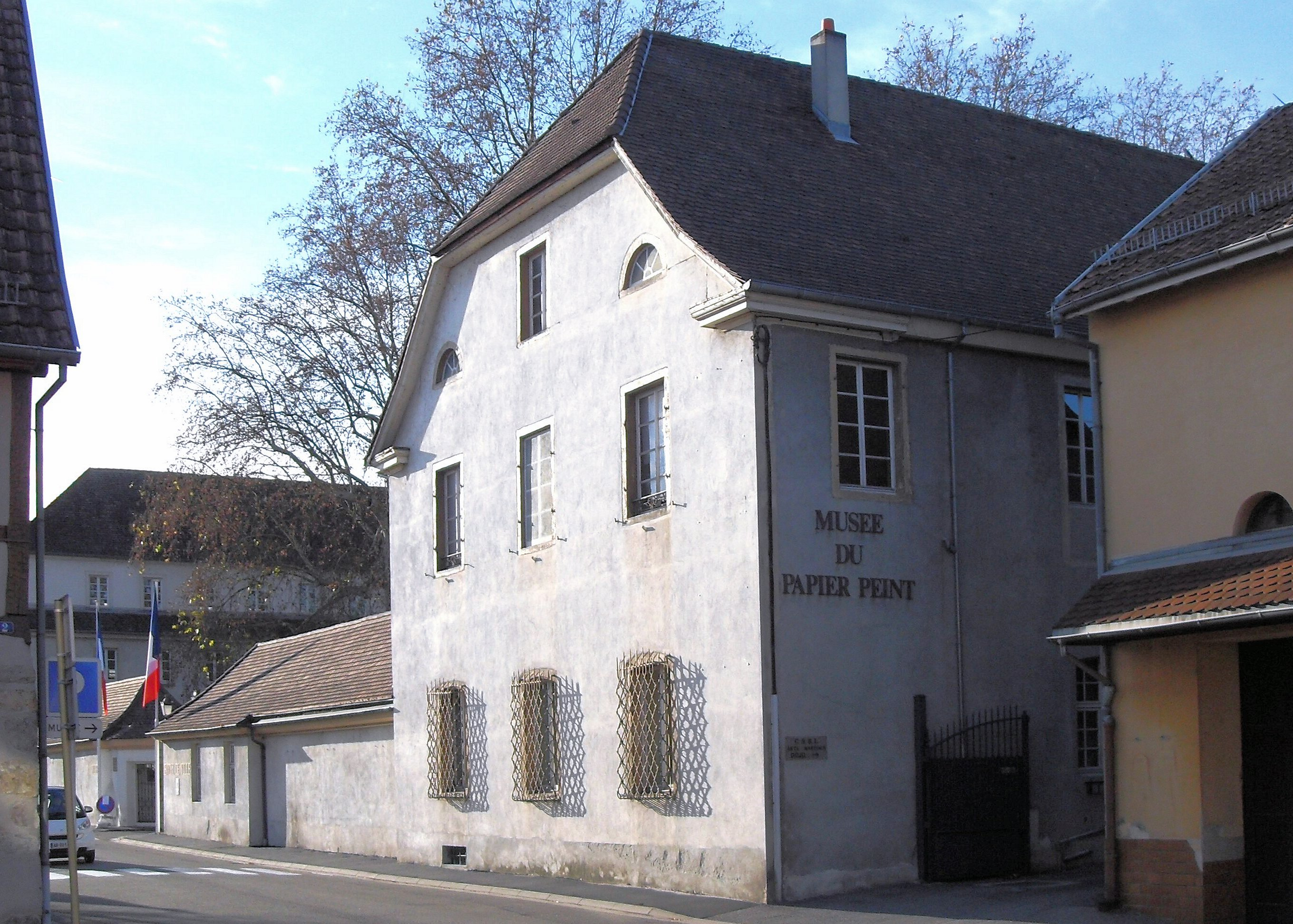
Музей бумажных обоев
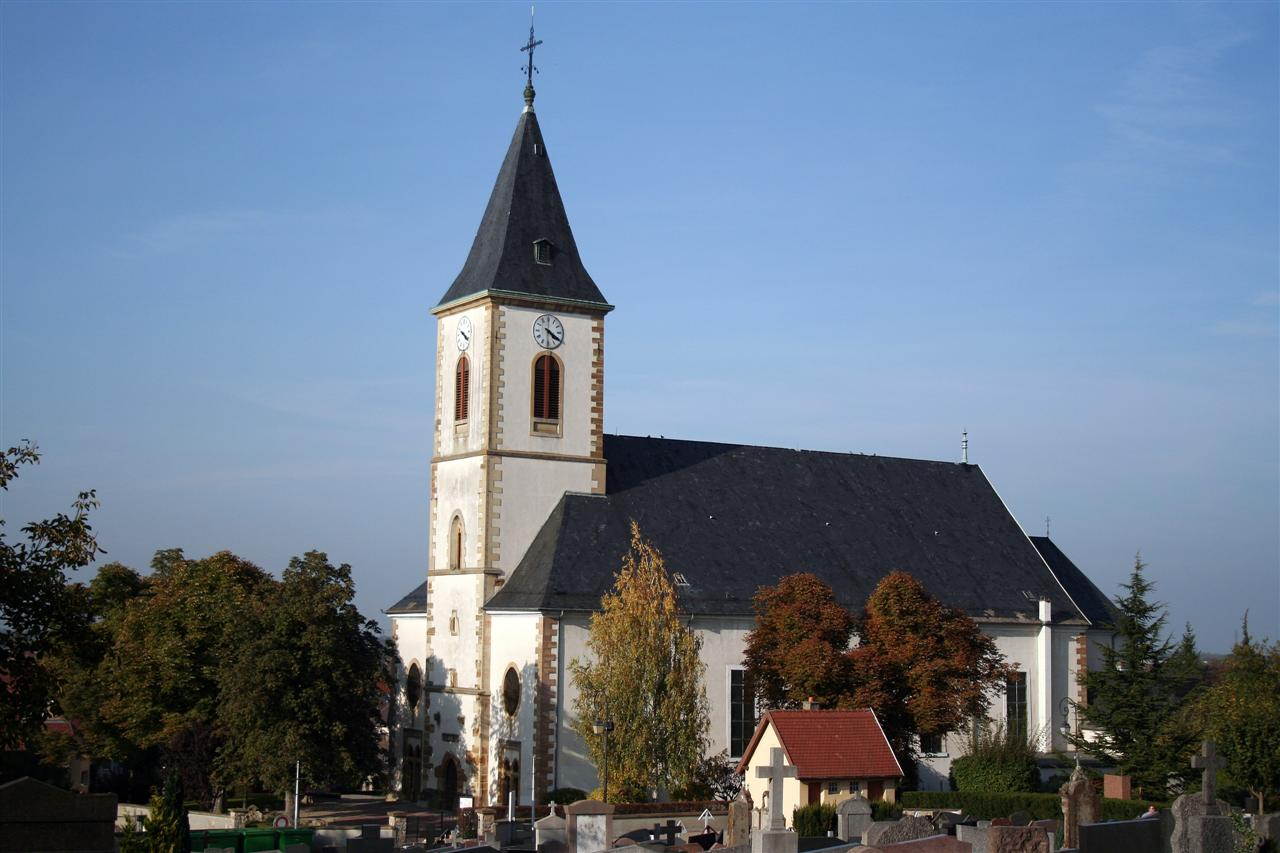
Церковь Сен-Легер